# Codices Latini Antiquiores
Pour les articles homonymes, voir CLA.
Les Codices Latini Antiquiores (CLA) sont un catalogue de tous les manuscrits en écriture latine (codex et rouleaux) antérieurs au IXe siècle : leur titre complet est Codices Latini Antiquiores: a palaeographical guide to Latin manuscripts prior to the ninth century. Elias Avery Lowe fonda le projet en 1929 et le dirigea personnellement jusqu'en 1936.

## Origine, contenu et éditions
Au début du XXe siècle, l'histoire de l'écriture latine est mal connue et fondée uniquement sur des dépouillements partiels. Le besoin d'un recensement complet, sur une base internationale, se fait sentir pour évaluer l'importance des différents centres culturels dans la production des livres, la transmission de la culture antique et l'invention de nouvelles formes d'écriture. 
Le catalogue ne contient que les livres à contenu littéraire, c'est-à-dire également des textes juridiques, mais pas d'actes de la pratique. Il se compose de 11 tomes selon les lieux de conservation des manuscrits, suivis d'un tome d'actualisation en 1971 et de deux suppléments en 1985 et 1992.
Le fondement de cette publication est l'analyse paléographique. Pour chaque manuscrit est fournie une photographie en noir et blanc à l'échelle 1:1, ainsi qu'une description du contenu, de l'état de conservation, de type d'écriture et de la date et origine géographique supposées. 

### Entreprises apparentées
Deux grandes entreprises similaires ont vu le jour : la première pour les actes de la pratique et diplômes de l'Antiquité et du haut Moyen Âge, sous le titre Chartae Latinae Antiquiores ; la seconde, sous le titre de Manuscrits datés, menée sous les auspices du Comité international de paléographie latine.
D'autres projets éditoriaux s'attachent à des ensembles plus délimités pour les périodes anciennes :
- Gamber, Klaus (1919-1989), Codices liturgici latini antiquiores, Freiburg, Universitätsverlag, 1963 ; 2e éd. rev. et augm. 1968 ; suppl. et index, 1988
- Les plus anciens documents originaux de l'abbaye de Cluny, publ. par Hartmut Atsma, Sébastien Barret et Jean Vezin ; avec le concours de la Bibliothèque nationale de France, de l'École pratique des hautes études, Section des sciences historiques et philologiques, et de la Fondation Fritz Thyssen, Turnhout : Brepols, 1996- (Monumenta palaeographica medii aevi. Series gallica)

### Réimpression de 1988
En 1988 une réimpression a été effectuée, mais dans un format réduit par rapport à l'original. Cet état de fait, qui n'est ni signalé dans le titre, ni visible dans le corps de l'ouvrage car les planches ne portent pas d'échelle, est trompeur et peut fausser les comparaisons paléographiques.

## Auteur et collaborateurs
Les C.L.A sont une des œuvres majeures pour la connaissance de l'histoire de l'écriture de l'Antiquité tardive et du haut Moyen Âge et le chef-d'œuvre de Elias Avery Lowe et de son activité à l'Institute for Advanced Study de Princeton. Elles trouvent leur origine dans la thèse de doctorat d'E. A. Lowe sur les plus anciens calendriers du Mont-Cassin (1908) réalisée sous la direction de Ludwig Traube.
R. A. B. (Roger Aubrey Baskerville) Mynors, (1903-1989), professeur de latin à l'université d'Oxford et éditeur de textes, fut coéditeur des derniers tomes.
Le paléographe allemand Bernhard Bischoff travailla aux CLA à partir de 1933 et fut chargé de la période vers 800, la plus riche en manuscrits conservés et qui lui permit d'acquérir une connaissance intime des écritures précarolines et carolines. 

## Données historiques et statistiques

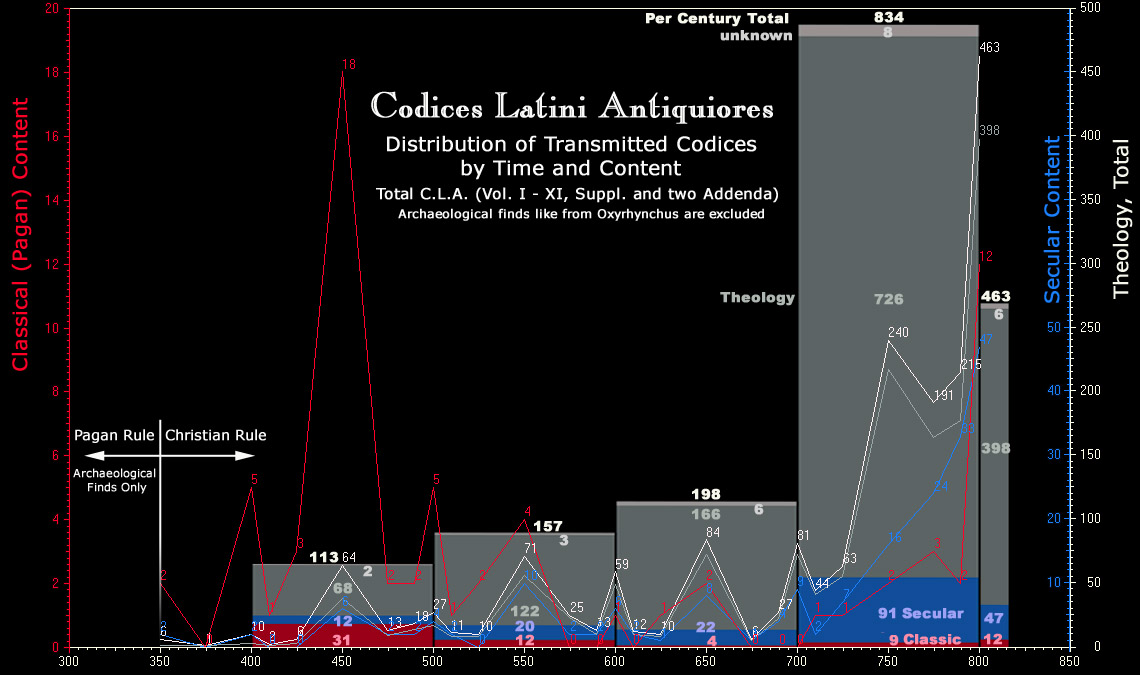
CLA Statistiques : Contenu

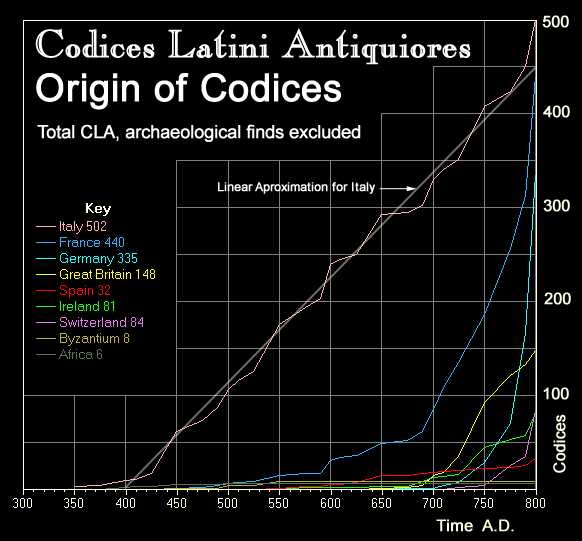
CLA Statistiques : Provenance

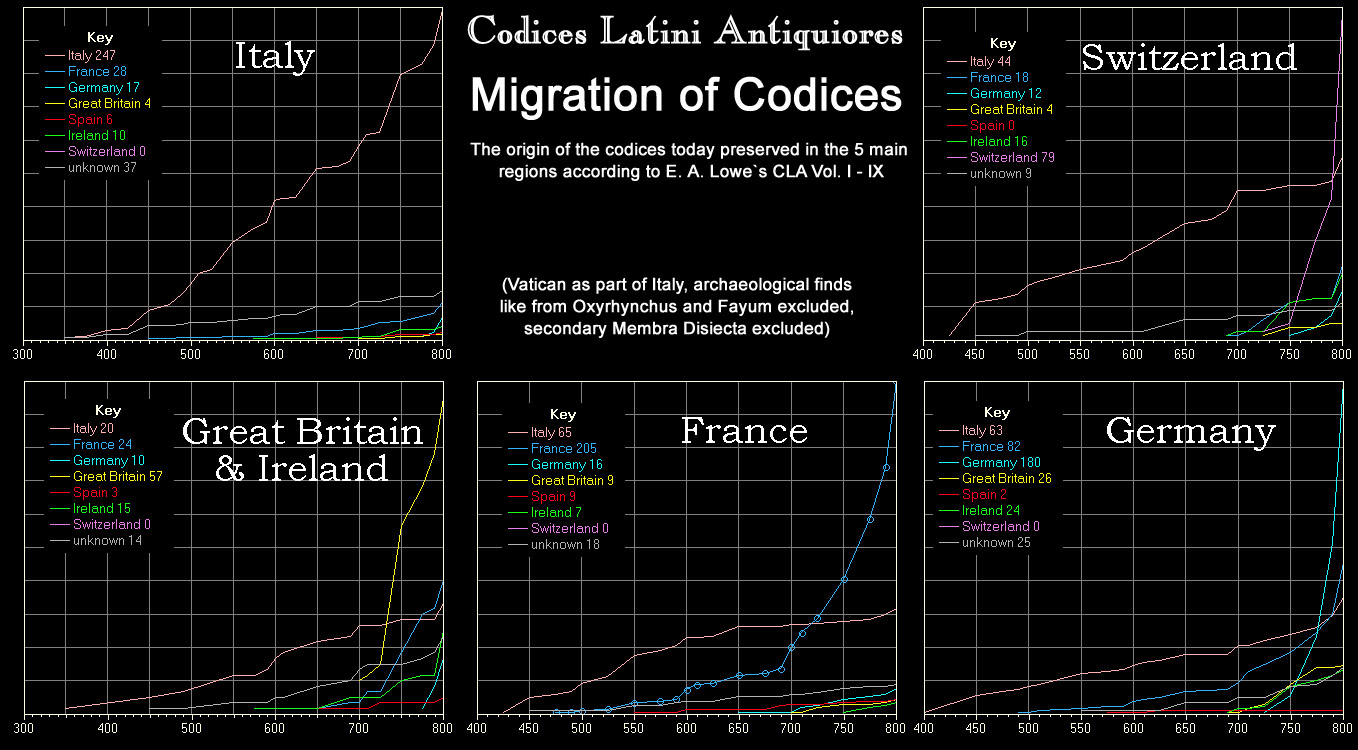
CLA Statistiques des déplacements de manuscrits : provenance par date et lieu de conservation

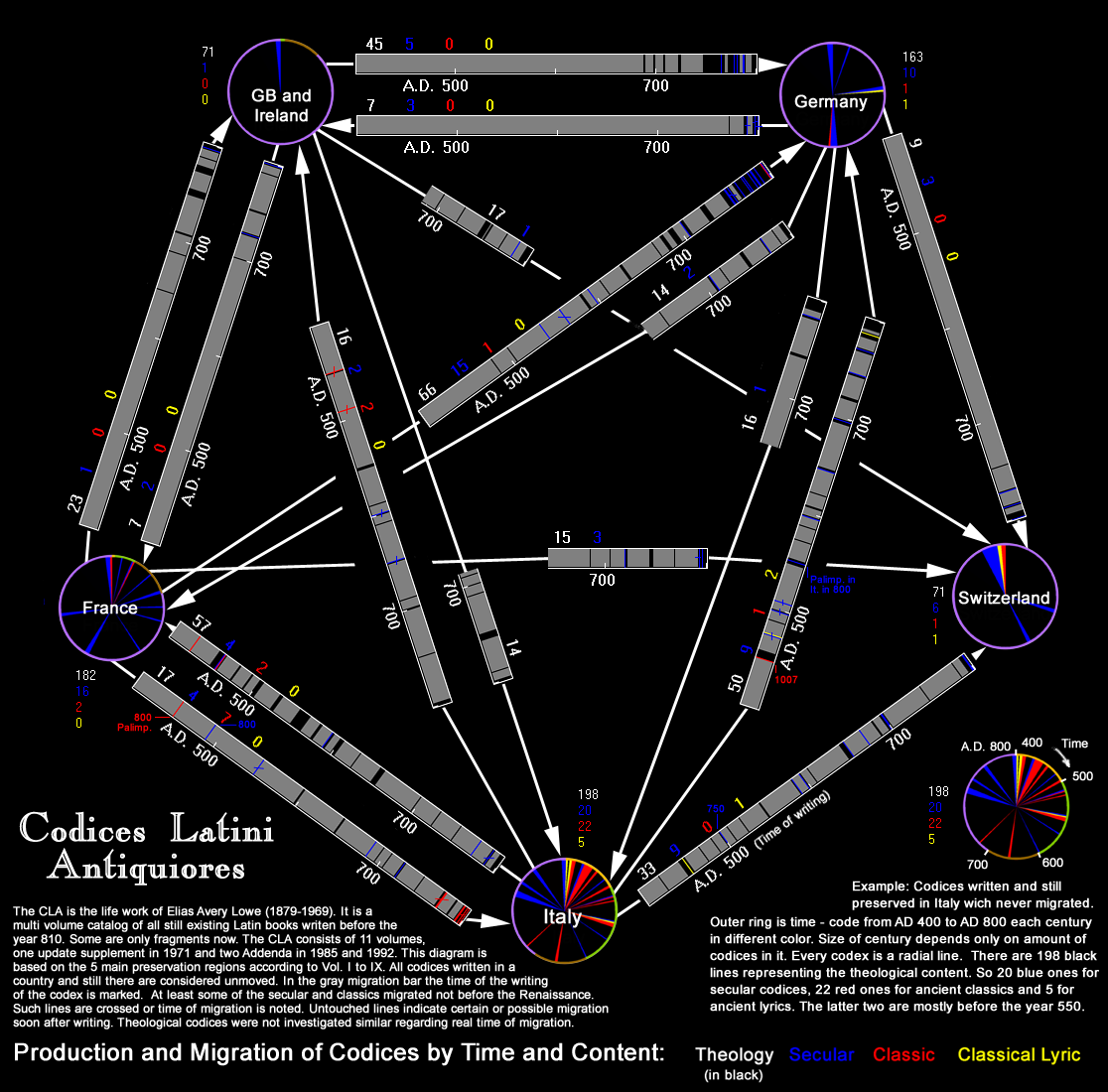
CLA Statistiques des déplacements de manuscrits : modèle de production et de déplacement selon le contenu

Avec les différents suppléments, les C.L.A. référencent 18 884 livres et plus de 2000 œuvres, dont une grande proportion de fragments. Avant le milieu du IVe siècle ne se trouvent que des épaves fragmentaires de textes littéraires et classiques, puis, jusqu'en 800, ce sont les œuvres théologiques qui dominent. La copie ou la production de textes d'intérêt séculier cessa presque entièrement aux VIe et VIIe siècles.
Les données concernant l'Italie sont remarquables. Entre l'an 400 et l'an 800, la production livresque semble constante et le nombre de témoins conservés croît avec le temps. Les livres italiens (presque tous d'intérêt théologique) ont été exportés dans toute l'Europe jusqu'à ce que démarre une production autochtone. En France, cela se passe vers le milieu du  VIIe siècle ; en Angleterre et en Irlande vers 730 ; en Allemagne et en Suisse seulement vers 800. Du Ve siècle au VIIe siècle, le mouvement le plus important est celui allant d'Italie vers la France ; au  VIIIe siècle, le transport de manuscrits depuis la France et le domaine anglo-saxon (Irlande, Angleterre) vers le continent et l'Allemagne est un phénomène culturel et historique capital.
De telles statistiques ne peuvent être établies pour les œuvres classiques et païennes, qui ont vraisemblablement été déplacées à des époques plus récentes.

### Statistiques
Voir figures.

## Liste des volumes
Codices Latini Antiquiores. A palaeographical guide to Latin ms. prior to the 9th century, éd. Elias Avery Lowe:
- The Vatican City, Oxford 1934 (Codices Latini Antiquiores 1).
- Great Britain and Ireland, Oxford 1935; 2. Auflage 1972 (Codices Latini Antiquiores 2).
- Italy. Ancona - Novara, Oxford 1938 (Codices Latini Antiquiores 3).
- Italy. Perugia - Verona, Oxford 1947 (Codices Latini Antiquiores 4).
- France. Paris, Oxford 1950 (Codices Latini Antiquiores 5).
- France. Abbeville - Valenciennes, Oxford 1953 (Codices Latini Antiquiores 6)
- Switzerland, Oxford 1956 (Codices Latini Antiquiores 7).
- Germany. Altenburg - Leipzig, Oxford 1959 (Codices Latini Antiquiores 8).
- Germany. München - Zittau, Oxford 1959 (Codices Latini Antiquiores 9).
- Austria, Belgium, Czechoslovakia, Denmark, Egypt and Holland, Oxford 1963 (Codices Latini Antiquiores 10).
- Hungary, Luxembourg, Poland, Russia, Spain, Sweden, USA and Yugoslawia, Oxford 1966 (Codices Latini Antiquiores 11).
- Supplement, Oxford 1971 (Codices Latini Antiquiores 12).
- Index of scripts. Comp. by Rutherford Aris. Osnabrück: Zeller 1982.
- Addenda to Codices latini antiquiores. Bernhard Bischoff et Virginia Brown. Toronto, 1985 (Tiré à part de Mediaeval studies 47, p. 317 - 366).
- Addenda to Codices latini antiquiores (II). Bernhard Bischoff, Virginia Brown, et James J. John. Toronto, 1992 (tiré à part de Mediaeval studies 54, p. 286 - 307).